# Annona cornifolia
Annona cornifolia este o specie de plante angiosperme din genul Annona, familia Annonaceae, descrisă de A. St.-hil.. Conform Catalogue of Life specia Annona cornifolia nu are subspecii cunoscute.